# Willy Polleunis
Willy Polleunis (* 27. Dezember 1947 in Hasselt) ist ein ehemaliger belgischer Leichtathlet, der 1976 Olympiasechster im 5000-Meter-Lauf wurde.
Polleunis war bereits 1968 Olympiateilnehmer, hatte aber im 10.000-Meter-Lauf aufgegeben. 1971 gewann er den belgischen Meistertitel im Crosslauf und im 10.000-Meter-Lauf. Er sollte in seiner Karriere noch weitere Meistertitel gewinnen: 1973 und 1978 im Crosslauf, 1976 und 1979 über 5000 Meter. Bei seinem zweiten Olympiastart 1972 belegte er den 14. Platz im Finale, nachdem er fast fünfzig Sekunden langsamer gelaufen war als im Vorlauf. Nur wenige Tage nach den Olympischen Spielen begleitete er Gaston Roelants bei dessen Weltrekordversuch im Stundenlauf; in diesem Rennen verbesserte Polleunis den Weltrekord im 10-Meilen-Lauf auf 46:04,2 min. Anfang 1973 belegte er nach seinem Meisterschaftsgewinn bei den ersten Crosslauf-Weltmeisterschaften den fünften Platz. Zusammen mit Gaston Roelants, Erik De Beck, Erik Gyselinck, Karel Lismont und Marc Smet gewann er den Titel in der Mannschaftswertung. Bei den Halleneuropameisterschaften 1973 in Rotterdam gewann er hinter seinem Löwener Vereinskollegen Emiel Puttemans die Silbermedaille. Bei den Europameisterschaften 1974 in Rom gewann Polleunis seinen Vorlauf sicher, im Finale fiel er weit zurück und kam schließlich als 15. und Letzter ins Ziel. 
1976 trat Polleunis wieder bei den Crosslauf-Weltmeisterschaften an und belegte Platz 27 in der Einzelwertung, mit dem Team gewann er die Silbermedaille. Bei den Olympischen Spielen 1976 gelang ihm nach den Enttäuschungen von 1972 und 1974 in einem großen Finale eine Leistung, die seinem Leistungsvermögen gerecht wurde: In 13:26,99 min belegte er den sechsten Platz über 5000 Meter, die ersten sieben Läufer lagen nur drei Sekunden auseinander. Bei den Crosslauf-Weltmeisterschaften 1977 belegte Polleunis den 22. Platz. Zusammen mit Leon Schots, Erik De Beck, Karel Lismont, Frank Grillaert und Eddy Van Mullem gewann er mit der Mannschaft ein zweites Mal nach 1973 die Goldmedaille. 1979 wurde Polleunis noch einmal mit der belgischen Mannschaft Fünfter.
Bei einer Körpergröße von 1,68 m betrug sein Wettkampfgewicht 54 kg.

## Bestzeiten
- 5000 Meter: 13:23,2 min (1979)
- 10.000 Meter: 28:07,6 min (1973)